# Sviatlana Sudak
Sviatlana Sudak (tur. Svetlana Sudak Torun; biał. Святлана Судак-Торун; ros. Светлана Судак-Торун; ur. 15 maja 1979 w Grodnie) – turecka lekkoatletka, młociarka, do czerwca 2007 reprezentująca Białoruś. Trzykrotna uczestniczka igrzysk olimpijskich (2000, 2004, 2008).

## Osiągnięcia
- nieoficjalny[1] rekord świata – 67,34 (5 czerwca 1994, Mińsk) wynik ten otwierał listy światowe w 1994
- 9. miejsce w mistrzostwach Europy (Budapeszt 1998)
- 9. lokata na mistrzostwach świata (Sewilla 1999)
- 10. miejsce podczas igrzysk olimpijskich (Sydney 2000)
- wielokrotna mistrzyni Białorusi i Turcji

## Rekordy życiowe
- rzut młotem - 70,74 (2008) były rekord Turcji